# Beechwooddam
De Beechwoorddam is een stuwdam met waterkrachtcentrale in de rivier de Saint John in de Canadese provincie New Brunswick. Ze heeft een capaciteit van 113 megawatt.
De dam en de centrale werden geopend in 1955 bij Beechwood. De heeft een kop van ongeveer 19 meter en het bovenstroomse reservoir heeft relatief weinig capaciteit waardoor bij significante regenval of ijsopstopping de vloeddeuren geopend moeten worden.
Een vistrap maakt het voor vissen mogelijk om de dam te passeren.
Zo'n 35 kilometer stroomopwaarts ligt de Tobique Narrowsdam.